# XI Zona Patrioti
L'XI Zona Patrioti era una formazione partigiana - in seguito conosciuta come "Battaglione Autonomo Patrioti Italiani Pippo" - operante nel periodo 1943-45 della Seconda Guerra mondiale fra la Valdinievole e la montagna dell'Appennino pistoiese tra San Marcello Pistoiese ed Abetone in provincia di Pistoia e a ridosso della Linea Gotica nella Val di Lima, tra Bagni di Lucca e la Controneria e in seguito la Garfagnana, la Valle del Serchio in Provincia di Lucca.

## Storia
La formazione annoverava tra le sue file aderenti al Partito d'Azione, cattolici e seguaci di Pietro Badoglio, oltre ad alcuni socialisti e comunisti. Ciò nonostante,  la formazione era dichiaratamente apartitica ed era severamente proibito fare al suo interno propaganda politica per qualsiasi partito.
Guidata dal Comandante Manrico Ducceschi (nome di battaglia Pippo), questa formazione durante la Resistenza fu in contatto con le Squadre franche di Silvano Fedi che agivano sulla Montagna Pistoiese, specificatamente nei dintorni del capoluogo fino ad arrivare spesso in città (mentre quella di Ducceschi agiva prevalentemente in montagna).
Tali legami sono confermati dalla testimonianza di Enzo Capecchi, vice comandante della formazione partigiana di Fedi.
La maggior parte dell'armamento e del supporto logistico militare fu fornita dai lanci degli Alleati coordinati via radio.
Una delle operazioni principali della formazione fu l'intercettazione, al Passo dell'Abetone, di Tōyō Mitsunobu, del Contrammiraglio della Marina imperiale giapponese, la cui uccisione permise di raccogliere documenti importanti per le successive operazioni belliche degli Alleati nel Pacifico.
Nell'ottobre del 1944, dopo aver preso contatto con gli Alleati, la XI Zona Patrioti assunse il nome di Battaglione Autonomo Patrioti Italiani "Pippo" posizionandosi su quaranta chilometri di fronte, con comando autonomo battente bandiera italiana, sul fronte della Linea Gotica, a fianco delle Truppe della V Armata.
Nel periodo dell'attività sul fronte appenninico - dal 6 ottobre 1944 ai primi di giugno del 1945 - i risultati dell'azione militare del Battaglione Autonomo Patrioti Italiani "Pippo" furono importanti e si conclusero con una vittoriosa avanzata che, attraverso la liberazione delle città di Modena, Reggio Emilia, Parma, Piacenza, Lodi e Milano raggiunse i confini d'Italia.
Per i suoi meriti militari, il comando alleato conferì a Manrico Ducceschi la Bronze Star Medal con motu proprio del Presidente degli Stati Uniti d'America.